# 曼苏尔·阿里
曼苏尔·阿里（Mansur Han，？—1024年），又称曼苏尔阿尔斯兰汗，喀喇汗国第八任可汗，最早皈依伊斯兰教的突厥人萨图克·博格拉汗的曾孙、奥布·哈桑的儿子。他在哥哥阿赫马德·阿里去世后，成为大汗。他住八剌沙衮，他的堂弟优素福·卡迪尔汗在喀什噶尔率军入侵于阗。他去世后，优素福·卡迪尔汗的兄弟阿赫马（穆罕默德托干汗）继位。他的哥哥纳赛尔·阿里（阿尔斯兰伊利克）作为河中的总督，就是西喀喇汗创建者的父亲。
| 前任： 阿赫马德·阿里 | 喀喇汗国可汗 1015年—1024年 | 繼任： 阿赫马 |